# オー・エンターテイメント
株式会社オー・エンターテイメント（O-Entertainment Co., Ltd.）は、近畿地方でスーパーマーケットを展開するオークワの連結子会社。2012年8月1日現在、54店（ジスト系11店、TSUTAYA WAY29店、WAY14店）を展開している。

## 沿革
- 1988年 - オークワの手によりWAY1号店・2号店が開店。
- 1991年11月7日 - ジスト株式会社・株式会社オークワホームセンター設立。
- 1994年 - 株式会社オークワホームセンターを株式会社オーマートに改称。
- 1995年 - オーマートにオークワよりWAY部門が移管。
- 2001年8月21日 - オーマートより書籍・CDの販売、ビデオ・CDのレンタル部門（WAY部門）を分割し、スポーツクラブ・映画館・ボウリング場を展開するジスト株式会社へ統合。ジスト株式会社を存続会社とし、株式会社オー・エンターテイメントに改称。オーマートはホームセンター・ドラッグ（オーマート部門、オードラッグ部門）に専業。
- 2004年
  - 8月 - 本社をなんばパークスパークスタワー30階に移転。
  - 10月 - ポイントカード（OEカード、OEカードプラス）サービス開始。
  - 12月 - ガーデンパーク和歌山店オープン（旗艦店）
- 2005年
  - 1月11日 - 会社更生法を適用したニノミヤに対して商品供給を申し入れる。
  - 5月 - 兵庫県へ進出。
- 2006年
  - 5月 - 古本、中古ゲーム・CD・DVDを扱う新業態店舗となるリメディアWAY中之島店オープン(2010年5月に閉店)
  - 10月2日 - 大阪府泉南市にジストスポーツクラブ部門の新事業（女性専用のフィットネススタジオ）をオープン。名称はO-fit STUDIOスカイシティ泉南店。

## 店舗ブランド
- WAY - 書籍、ビデオ、DVD、CD、ゲームの販売及びレンタル
- TSUTAYA WAY - TSUTAYA系
- ジストシネマ - 映画館・シネコン
- ジストボウル - ボウリング場
- ジストスポーツクラブ - スポーツクラブ
- ジストアミューズランド - アミューズメント施設

## 店舗

### ジストシネマ
営業中の映画館
- 和歌山県（4店舗）[2][3]。
  - ジストシネマ和歌山 - 和歌山市 メッサオークワガーデンパーク和歌山店内。10スクリーン、座席数 1959席。2004年12月11日開館。
  - ジストシネマ御坊 - 御坊市 ロマンシティ御坊店内。3スクリーン、座席数 378席。1999年11月27日開館。
  - ジストシネマ田辺 - 田辺市 パビリオンシティ田辺店敷地内。3スクリーン、座席数 333席。1996年10月16日開館。
  - ジストシネマ南紀 - 新宮市 スーパーセンターオークワ南紀店敷地内。4スクリーン、座席数 469席。2005年3月5日開館。

閉館した映画館
- 和歌山県（1店舗）
  - ジストシネマ新宮 - 新宮市 オークワ新宮仲之町店店内。1988年12月開館。2008年10月31日閉館。
- 三重県（1店舗）
  - ジストシネマ伊賀上野 - 伊賀市 ジョイシティ伊賀上野敷地内。4スクリーン。旧称はジストシネマ上野。1998年6月開館。2018年2月20日閉館。

### ジストボウル
- 和歌山県（2店舗）
  - ジストボウル御坊店 - 御坊市。
  - ジストボウル田辺店 - 田辺市。

- 三重県（1店舗）
  - ジストボウル伊賀上野店 - 伊賀市。

### 書店
- 和歌山県（19店舗）
  - 和歌山市 - TSUTAYA WAYガーデンパーク和歌山店、TSUTAYA WAYオークワ本社店、TSUTAYA WAY和歌山高松店
  - 岩出市 - TSUTAYA WAY岩出店、WAYミレニアシティ岩出店
  - 紀の川市 - TSUTAYA WAY打田店
  - 海南市 - TSUTAYA WAY海南店
  - 橋本市 - TSUTAYA WAY橋本店、WAY高野口店
  - 御坊市 - WAYロマンシティ御坊店
  - 田辺市 - WAY書店パビリオンシティ田辺店 、WAY書店 TSUTAYA田辺東山店
  - 新宮市 - TSUTAYA WAY新宮仲之町店、スーパーセンターWAY南紀店
  - 有田郡湯浅町 - WAY湯浅店
  - 有田郡有田川町 - TSUTAYA WAY有田川店
  - 日高郡美浜町 - TSUTAYA WAY美浜店
  - 東牟婁郡串本町 - TSUTAYA WAY串本店

- 大阪府（4店舗）
  - 貝塚市 - TSUTAYA WAY貝塚三ツ松店
  - 泉南市 - WAYスカイシティ泉南店
  - 阪南市 - WAYわくわくシティ尾崎店
  - 富田林市 -TSUTAYA WAY富田林店

- 奈良県（3店舗）
  - 奈良市 - TSUTAYA WAY奈良押熊店
  - 天理市 - TSUTAYA WAY天理店
  - 御所市 - TSUTAYA WAY御所店
  - 生駒市 - TSUTAYA WAY生駒店(閉店)→跡地はくら寿司生駒店(2014年9月開店)
  - 香芝市 - TSUTAYA WAY香芝尼寺店(閉店)、WAY香芝南店(閉店)
  - 桜井市 - スーパーセンターWAY桜井店(閉店)

- 兵庫県（4店舗）
  - 明石市 - TSUTAYA WAY西明石店
  - 三田市 - TSUTAYA WAY三田店、TSUTAYA WAY新三田店
  - 神崎郡福崎町 - TSUTAYA WAY福崎店

- 三重県（7店舗）
  - 津市 - 来夢書店河芸店、TSUTAYA WAY久居店
  - 松阪市 - TSUTAYA WAY松阪学園前店
  - 名張市 - TSUTAYA WAY名張店
  - 尾鷲市 - TSUTAYA WAY尾鷲店
  - 熊野市 - TSUTAYA WAY熊野店
  - 三重郡朝日町 - スーパーセンターオークワWAYみえ朝日インター店

- 愛知県（1店舗）
  - 名古屋市熱田区 - WAYパレマルシェ神宮店（2021年6月20日閉店）

- 岐阜県（2店舗）
  - 加茂郡坂祝町 - スーパーセンターオークワWAY坂祝店
  - 美濃市 - スーパーセンターオークワWAY美濃インター店

### ジストスポーツクラブ
- 和歌山県（1店舗）
  - 和歌山市 - ジストスポーツクラブ和歌山店

### ジストアミューズランド
- 和歌山県（1店舗）
  - 御坊市 - ジストアミューズランド御坊店

- 大阪府（1店舗）
  - 阪南市 - ジストアミューズランド尾崎店

### 健康お〜えん倶楽部
- 和歌山県（1店舗）
  - 海南市 - 健康お〜えん倶楽部海南店

## グループ会社
- 株式会社オークワ - 親会社